# フォックス2000ピクチャーズ
フォックス2000ピクチャーズはかつて存在したウォルト・ディズニー・スタジオ傘下の映画製作会社である。

## 概要
20世紀フォックスが1994年に一部門として結成された。その後も様々な映画を製作、上映をしていた。

## ディズニーによる買収
2019年3月20日にウォルト・ディズニー・カンパニーが20世紀フォックスを買収し、子会社化した。そのため、2021年5月14日にフォックス2000ピクチャーズは閉鎖された。
また、ディズニーは20世紀フォックスの職員は4000人がリストラされたと発表されている。